# Cercle de Joachim SC
El Cercle de Joachim es un equipo de fútbol de las Islas Mauricio que juega en la Liga Premier de las islas Mauricio, la liga de fútbol más importante del país.

## Historia
Fue fundado en el año 2004 en la ciudad de Curepipe, en el Distrito de Plaines Wilheims e iniciaron desde las ligas regionales de Mauricio.
En el año 2010 consiguieron el ascenso a la Liga Premier de las islas Mauricio por primera vez en su historia tras quedar en segundo lugar en la División 1, En la temporada 2014 consigue su primer título de liga.

## Rivalidades
La principal rivalidad es con el Curepipe Starlight SC, equipo de la misma ciudad y con quien comparte el mismo estadio.

## Palmarés
- Liga Premier de las islas Mauricio: 4

2014, 2015, 2024, 2024-25

## Participación en competiciones de la CAF
| Temporada | Torneo                      | Ronda      | Club              | Casa | Visita | Global |
| --------- | --------------------------- | ---------- | ----------------- | ---- | ------ | ------ |
| 2016      | Liga de Campeones de la CAF | Preliminar | Young Africans SC | 0-1  | 0-2    | 0-3    |

## Jugadores

### Jugadores destacados
- Jean Denis Dookee
- Aboobakar Augustin
- Louis Guyand Chiffone